# Ferréz
Ferréz (Reginaldo Ferreira da Silva) (Favela de Valo Velho, 1975) es un autor, rapero, crítico cultural y activista brasileño que creció en la favela de Capao Redondo, en São Paulo, Brasil. Se le considera líder del movimiento de "Literatura Marginal" que se inició a fines de la década de 1990 y principios de la de 2000 en las afueras de São Paulo.
Sus escritos se destacan por las descripciones de la violencia gráfica y la cruda realidad de los individuos que viven al margen de la sociedad. Destaca que sus escritos están dirigidos a los jóvenes que viven en los barrios marginales, para que se sientan orgullosos de leer literatura que refleje su realidad y vivencias.

## Vida
Ferréz, cuyo verdadero nombre es Reginaldo Ferreira da Silva, nació en la Favela de Valo Velho en las afueras del sur de São Paulo en 1975. Fue apodado en honor a dos héroes populares brasileños: el bandolero (cangaceiro) Lampião (llamado Virgulino Ferreira) de la parte noreste de Brasil y Zumbi, el legendario líder esclavista. Ferréz comenzó a escribir poemas y rap a la edad de siete años. A pesar de carecer de educación formal, intentó familiarizarse con obras literarias de varios escritores brasileños como Carlos Drummond de Andrade. Después de dejar la escuela, trabajó como vendedor de escobas y archivero.

## Estilo de escritura
El estilo de escritura de Ferréz refleja la cultura oral de la periferia urbana y de la cultura hip hop de São Paulo. Las jergas son extremadamente frecuentes en sus libros, así como un uso libre del lenguaje, incluso la ortografía que usa refleja los patrones de habla coloquial de los individuos de las favelas.

## Literatura marginal
Férrez y Sergio Baz pueden ser considerados como los iniciadores de la "Literatura Marginal" que se inició a fines de la década de 1990 y principios de la de 2000 en las afueras de São Paulo. Férrez ha dicho que una de sus inspiraciones fue Ciudad de Dios de Paulo Lins y lo considera el primer autor en ocuparse de la periferia.
Esta literatura "combina poesía, literatura oral y hip-hop sumados a la rabia y la esperanza de quienes son empujados a los bordes pobres de las ciudades". Cuenta con un manifiesto de 2006 en el que se declara "no somos el retrato, al contrario, cambiamos el enfoque y tomamos nuestra foto nosotros mismos"

## Obras principales

### Fortaleza da Desilusão - 1997
Su primer libro Fortaleza da Desilusão es una colección de poemas y fue publicado con el apoyo financiero de su entonces empleador.

### Capão Pecado - 1999
Su primera novela, la historia gira en torno al joven Rael quien vive en la favela de Capão Redondo intentando superar el estigma social de vivir en la periferia urbana.

### Manual prático do ódio- 2003
La segunda novela de Ferréz, la historia gira en torno a un grupo de delincuentes o bandidos que viven en São Paulo. La complejidad de la novela es la superposición e intersección de la historia de cada criminal individual hasta el momento presente, donde el lector encuentra al grupo involucrado en actividades que van desde el robo, pasando el rato en el club hasta la relación íntima con los demás.

### Amanhecer Esmeralda - 2005
Este libro dedicado a las infancias se centra en la historia de una niña llamada Amanhecer que también vive en la favela. El público al que se dirige este libro son los niños de la periferia urbana que son predominantemente afrobrasileños haciendo así múltiples referencias a la cultura y el orgullo africanos.

### Ninguém é inocente em São Paulo - 2006
Este libro es una colección de cuentos y prosa escritos por Ferréz.